# Giovanni Lombardi (Ingenieur)
Giovanni Lombardi (* 28. Mai 1926 in Sorengo; † 22. Mai 2017 in Fontvieille, Monaco) war ein Schweizer Bauingenieur, bekannt für Tunnel- und Talsperrenprojekte.

## Biographie
Lombardi verbrachte seine frühe Kindheit in den französischen Pyrenäen, wohin sein Vater 1916 aus Airolo ausgewandert war, und ging in Lugano, St. Gallen und Basel zur Schule, wo er 1944 die Matura machte. Er studierte von 1944 bis 1948 Bauingenieurwesen an der ETH Zürich. Von 1950 bis 1952 arbeitete er dort an seiner Dissertation Schlanke Bogensperren, nachdem er schon zuvor in Bern praktisch tätig war.

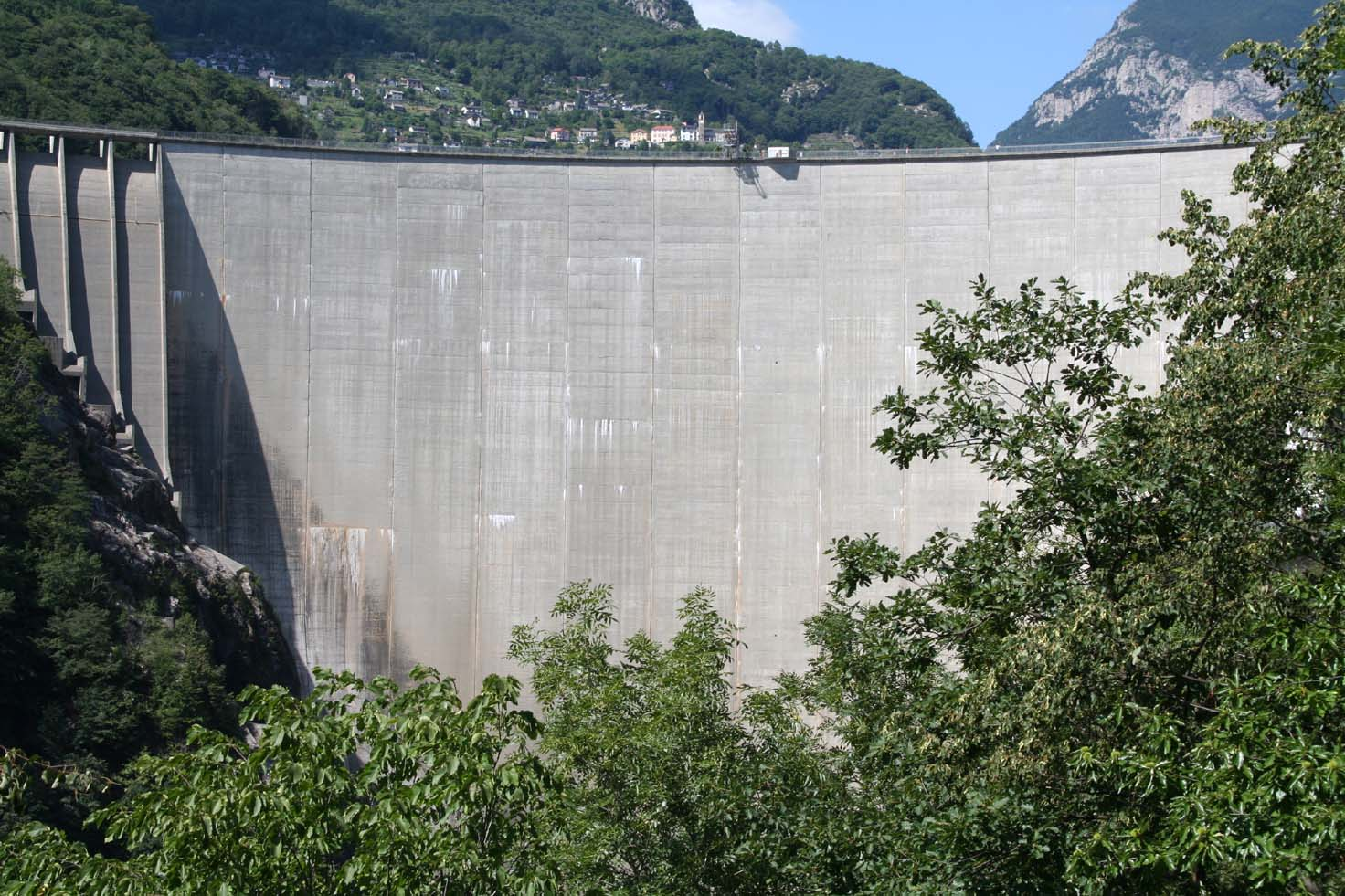
Verzasca-Staumauer

1955 gründete er mit dem Ingenieur G. Gellera das Ingenieurbüro Giovanni Lombardi Ph. D. Consulting Engineers in Lugano (ab 1965 eine eingetragene Firma), ab 1989 umgewandelt in eine Aktiengesellschaft und umbenannt in Lombardi AG Beratende Ingenieure in Minusio.
Zu den Projekten seines Büros gehören zahlreiche Tunnel, so der Gotthard-Strassentunnel (bekannt war der Entwurf aus den 1960er Jahren auch dafür, dass Lombardi nicht die geradeste Linie wählte, sondern eine gebogene Trasse, die wirtschaftlicher war) und der Gotthard-Basistunnel, die Neue Eisenbahn-Alpentransversale (NEAT), die Umfahrungen von Neuenburg und Locarno, ein Tunnel in Luxemburg, der Tunnel auf der Strecke Luzern–Stans, der Mont-d’Ambin-Eisenbahntunnel für die geplante Strecke Lyon–Turin und der geplante Gibraltar-Eisenbahntunnel zwischen Spanien und Marokko, wofür er 2006 den Entwurfswettbewerb gewann. Der Tunnel soll zwischen Tarifa und Tanger auf 40 km Länge in drei Röhren verlaufen, bei bis 300 m Meerestiefe. Er war auch an den Studien für den Eurotunnel beteiligt und für einen Tunnel unter der Strasse von Messina. Neben der Projektierung von Bauwerken ist er auch als Gutachter gefragt, arbeitet für die Weltbank und inspiziert zum Beispiel regelmässig die Staudämme in Argentinien. Das Ingenieurbüro testete beispielsweise auch die Feuersicherheit am Mont-Blanc-Tunnel (nach dem Brand 1999).
Weitere Projekte waren die unterirdischen CERN-Anlagen für den LEP-Ring und die Teilchenphysik-Versuchslabors im Gran Sasso oder die Talsperren im Verzasca-Tal (1965, auch als Contra-Staumauer bekannt, mit Lago di Vogorno) und im Valle Morobbia (Lago di Carmena), Talsperren in Österreich (Kops, Speicher Kölnbrein), Italien (Talsperre Diga di Ridracoli in der Emilia-Romagna, Talsperren am Flumendosa in Sardinien) und Mexiko (z. B. die 210 m hohe Zimapán-Talsperre im Norden Mexikos). Er war in der Kommission zur Untersuchung der 1978 bei einem Wasserablass aufgetretenen Setzungen am Staudamm Lac de Tseuzier (Zeusier), nach Lombardi verursacht durch den benachbarten Bau eines Erkundungstunnels für einen Strassentunnel, bei dem ein Wassereinbruch auftrat.
Von 1979 bis 1985 war er Präsident des Schweizer Talsperrenkomitees. Er war als erster Schweizer Präsident der International Commission of Large Dams (ICOLD). 2005 erhielt er den SwissAward. Er war Ehrendoktor der EPFL in Lausanne (1986) und der TU Mailand (2004).
Er gründete 2005 die Giovanni Lombardi Stiftung, eine Stiftung, die die Arbeit junger Tessiner Ingenieure fördert.
Als Hobby sammelte er alte Firmenaktien und spielte Schach. Er war verheiratet (seine Frau Christiane war zeitweise französische Honorarkonsulin im Tessin) und hatte drei Kinder, darunter der Politiker und Unternehmer Filippo Lombardi. Sein offizieller Wohnsitz befand sich in Monaco. Er sprach fünf Sprachen (Deutsch, Französisch, Italienisch, Spanisch, Englisch) und las rumänisch und katalanisch.